# کره‌ای (مرودشت)
کره‌ای (مرودشت)، روستایی از توابع بخش سیدان شهرستان مرودشت در استان فارس ایران است.
این روستا در توابع بخش سیدان قرار دارد طبق آخرین سرشماری محلی جمعیت این روستا با افزایش جمعیت 2درصدی نسبت به سال 91 دارای 517خانوار می‌شود که جمعیت2518نفری را تشکیل داده‌اند.